# Jasper Adrianus de Muijnck
Jasper Adrianus de Muijnck (1964 –) holland labdarúgóedző.

## Eredményei a Honvéd vezetőedzőjeként
| Évad | Mérkőzés | Győzelem | Döntetlen | Vereség | Rúgott gól | Kapott gól | Százalék |
| ---- | -------- | -------- | --------- | ------- | ---------- | ---------- | -------- |
| 2014 | 2        | 0        | 1         | 1       | 0          | 1          | 25%      |